# Tossal de Velart
El Tossal de Velart (anomenat Tossal de Belart o Belard en alguns mapes), és una muntanya del terme municipal de Tremp, dins de l'antic terme de Fígols de Tremp.
És a llevant del poble d'Eroles, prop del lloc per on passava el límit amb l'antic terme municipal de Gurp de la Conca, actualment tots dos agrupats al de Tremp. És també al sud-est del poble de Tendrui.